# 哈夫雷
哈夫雷，是西班牙加泰罗尼亚赫罗纳省的一个市镇。总面积7平方公里，总人口339人（2001年），人口密度48人/平方公里。